# Obsjtina Tjernootjene
Obsjtina Tjernootjene (bulgariska: Община Черноочене) är en kommun i Bulgarien.   Den ligger i regionen Kărdzjali, i den centrala delen av landet, 190 km sydost om huvudstaden Sofia.
Obsjtina Tjernootjene delas in i:
- Beli vir
- Gabrovo
- Daskalovo
- Draganovo
- Djadovsko
- Zjeleznik
- Zjenda
- Zjitnitsa
- Kanjak
- Komuniga
- Ljaskovo
- Minzuchar
- Novoselisjte
- Panitjkovo
- Patitsa
- Petelovo
- Svobodinovo
- Javorovo

Följande samhällen finns i Obsjtina Tjernootjene:
- Tjernootjene
- Vodatj
- Srednevo
- Jontjovo
- Bezvodno
- Tjerna niva